# N-carbamoilputresceina
La N-carbamoilputresceina è un precursore della putresceina nella via biosintetica delle poliammine nelle piante. L'enzima N-carbamoilputresceina amidasi ne catalizza la trasformazione in putresceina.